# Svazek znojemských vinařských obcí Daníž
Svazek znojemských vinařských obcí Daníž je svazek obcí na jihozápadě Moravy, převážně v okrese Znojmo a okrajově též Brno-venkov a Třebíč. Jeho sídlem jsou Hnanice a jeho cílem je obecný regionální rozvoj. Byl založen roku 1999 a sdružuje celkem 39 vinařských obcí znojemské vinařské podoblasti. Kromě samostatných obcí zahrnuje i několik místních částí města Znojma. Nazývá se podle říčky Daníže, na jejímž povodí se velká část obcí ve svazku nachází.

## Členské obce svazku
okres Znojmo
- Bohutice
- Borotice
- Božice
- Břežany
- Dobšice
- Dyjákovičky
- Havraníky
- Hnanice
- Hodonice
- Horní Dunajovice
- Hostěradice
- Hrádek
- Chvalovice
- Jaroslavice
- Kuchařovice
- Mackovice
- Mašovice
- Nový Šaldorf-Sedlešovice
- Olbramovice
- Oleksovice
- Podmolí
- Prosiměřice
- Šatov
- Slup
- Strachotice
- Tasovice
- Těšetice
- Višňové
- Vrbovec
- Želetice
- Znojmo-Derflice
- Znojmo-Hradiště
- Znojmo-Konice
- Znojmo-Načeratice
- Znojmo-Oblekovice
- Znojmo-Popice

okres Brno-venkov
- Branišovice
- Troskotovice

okres Třebíč
- Kojetice